# Leistung für Bildung und Teilhabe
Leistungen für Bildung und Teilhabe, auch Bildungspaket oder Bildungs- und Teilhabepaket genannt (abgekürzt mit BuT bzw. BTP) sind Leistungen, die in Deutschland im Rahmen der Grundsicherung für Arbeitssuchende oder der Sozialhilfe hilfebedürftigen Kindern, Jugendlichen und jungen Erwachsenen neben dem Regelbedarf bzw. den Regelbedarfsstufen erbracht werden. Durch die Leistungen soll das menschenwürdige Existenzminimum von Kindern und Jugendlichen sowie von Schülern im Bereich der gesellschaftlichen Teilhabe und Bildungsteilhabe sichergestellt werden.
Die Leistungen für Bildung und Teilhabe können nach § 6b Bundeskindergeldgesetz auch Kindergeldberechtigte für ein Kind erhalten. Dies ist der Fall, wenn Wohngeld gezahlt wird und das Kind ein zu berücksichtigendes Haushaltsmitglied ist, oder wenn das Kind im Haushalt der oder des Kindergeldberechtigten lebt und für ein Kind Kinderzuschlag nach § 6a BKGG bezogen wird. Dabei ist es nicht erforderlich, dass der Kinderzuschlag für das Kind gezahlt wird, für das die Leistungen für Bildung und Teilhabe in Anspruch genommen werden sollen.
Am 7. Juli 2020 erklärte das Bundesverfassungsgericht das Bildungspaket wegen Verstoßes gegen die kommunale Selbstverwaltung für verfassungswidrig, weil der Bund mit dem Bildungspaket entgegen Art. 84 Abs. 1 Satz 7 GG den Kommunen neue Aufgaben übertragen hat. Die Vorschriften bleiben bis zu einer Neuregelung, spätestens bis zum 31. Dezember 2021 weiter anwendbar.

## Anspruchsgrundlagen und Antragserfordernis
Anspruchsgrundlagen für die Bildungs- und Teilhabeleistungen sind § 19 Abs. 2, § 28 SGB II, § 34 SGB XII, § 6b Bundeskindergeldgesetz sowie § 3 Abs. 3 AsylbLG. Während nach dem SGB II oder dem SGB XII die Kinder anspruchsberechtigt sind,  steht der Anspruch nach dem BKGG den Kindergeldberechtigten, also in der Regel den Eltern zu.
Die Bildungs- und Teilhabeleistungen müssen mit Ausnahme der Leistungen nach § 28(5) SGB II (ergänzende angemessene Lernförderung) nicht mehr gesondert beantragt werden (§ 37 SGB II).
Das gilt nicht für die rückwirkende Beanspruchung von Leistungen für den Zeitraum von Januar 2011 bis März 2011. Diese konnte nach § 77 Abs. 8 SGB II bis zum 30. Juni 2011 beantragt werden. Das Antragserfordernis gilt auch für Sozialhilfeempfänger (§ 34a Abs. 1 Satz 1 SGB XII) und Kinderzuschlags- oder Wohngeldempfänger (§ 9 Abs. 3 Satz 1 BKGG). Bei Bezug von Kinderzuschlag oder Wohngeld besteht der Anspruch rückwirkend ab dem Zeitpunkt, ab dem die Antragsvoraussetzungen vorlagen (§ 5 Abs. 1 BKGG), also ein Anspruch auf Kinderzuschlag oder Wohngeld bestand, maximal jedoch rückwirkend für 12 Monate (§ 6b Abs. 2a BKGG). Dies gilt seit 2013 und wurde zuletzt in der Gesetzesbegründung zum "Starke-Familien-Gesetz" bestätigt.

## Leistungserbringung
Die Leistungen werden nach § 29 SGB II bzw. § 34a SGB XII als Sach- und Dienstleistungen, insbesondere in Form von personalisierten Gutscheinen oder Direktzahlungen an Anbieter von Leistungen zur Deckung der Bedarfe erbracht. Die unbaren Leistungsformen sollen sicherstellen, dass die Leistungen bei den Kindern und Jugendlichen auch tatsächlich ankommen. Abweichend davon werden die Leistungen für persönlichen Schulbedarf und für erforderliche Schülerbeförderung als Geldleistung erbracht.

## Anerkannte Bedarfe für Schüler
Leistungen für Bildung und Teilhabe werden für Schüler geleistet. Dies sind Personen, die das 25. Lebensjahr noch nicht vollendet haben, eine allgemein- oder berufsbildende Schule besuchen und keine Ausbildungsvergütung erhalten (§ 28 Abs. 1 Satz 2 SGB II). Auch eine andere Einrichtung, durch die die Schulpflicht erfüllt wird, wie etwa die Tagesbildungsstätte in Niedersachsen, ist eine allgemein- oder berufsbildende Schule im Sinne dieser Vorschrift. Abweichend davon besteht im Rechtskreis SGB XII keine Altersgrenze und der Erhalt einer Ausbildungsvergütung schließt einen Leistungsanspruch nicht aus.

### Schulausflüge und Klassenfahrten
- Tatsächliche Kosten für die Teilnahme an eintägigen Schulausflügen und an mehrtägigen Klassenfahrten. Die Kostenübernahme erfolgt durch Gutscheine oder Direktzahlungen an die Schule. Anspruch haben auch Kinder, die eine Kindertageseinrichtung besuchen. Weder eine Höchstgrenze noch eine Beschränkung auf angemessene Kosten sind zulässig.[8] Auch ein Schüleraustausch gilt als Klassenfahrt im Sinne dieser Regelung.[1]

### Persönlicher Schulbedarf
- Persönlicher Schulbedarf an für den persönlichen Ge- und Verbrauch bestimmte Schreib-, Rechen und Zeichenmaterialien wie Füller, Kugelschreiber, Blei- und Malstifte, Taschenrechner, Geodreieck, Hefte und Mappen, Tinte, Radiergummis, Bastelmaterial, Knetmasse

Es werden Pauschalzahlungen in Höhe von 116 Euro zum 1. August und 58 Euro zum 1. Februar eines jeden Jahres erbracht. Seit 2022 erfolgt jährlich eine Dynamisierung.
Sofern in begründeten Einzelfällen Anlass zu der Annahme besteht, dass Leistungen nicht zweckentsprechend verwendet werden, insbesondere weil auffällt, dass Kinder und Jugendliche nicht über die erforderliche Ausstattung verfügen, kann der Leistungsträger den Nachweis zweckentsprechender Verwendung verlangen.

### Schülerbeförderung
- Tatsächliche Kosten für die Beförderung zu der nächstgelegenen Schule des gewählten Bildungsgangs, soweit sie nicht von Dritten übernommen werden und es der leistungsberechtigten Person nicht zugemutet werden kann, die Aufwendungen aus dem Regelbedarf zu bestreiten. Unter dem Begriff Bildungsgang ist dabei nicht nur die Schulform als solche, sondern auch bestimmte besondere Prägungen der Schule zu berücksichtigen (z. B. Sportgymnasium).[9]

Die Leistung wird als Geldleistung erbracht, soweit keine direkte Abrechnung mit der Nahverkehrsgesellschaft erfolgt.

### Lernförderung
- Angemessene Lernförderung als Ergänzung der schulischen Angebote (Nachhilfeunterricht, Lerntherapie), wenn die Förderung geeignet und erforderlich ist, das im Bildungsplan des jeweiligen Bundeslands für den Bildungsgang festgelegte Lernziel zu verwirklichen. Es werden Gutscheine oder Direktzahlungen an den Anbieter erbracht.

### Mittagsverpflegung in Kita, Schule und Hort
- Mehraufwendungen bei der Teilnahme an einer Mittagsverpflegung, die in schulischer Verantwortung angeboten und gemeinschaftlich ausgegeben und eingenommen wird.

Die Kostenübernahme erfolgt durch Gutscheine oder Direktzahlungen an die Schule. Anspruch haben auch Kinder, die eine Tageseinrichtung besuchen oder für die Kindertagespflege geleistet wird. (Der früher zu leistende Eigenanteil von 1 Euro pro Schultag entfiel zum 1. Januar 2019.)

## Anerkannte Bedarfe für Minderjährige
Bei Leistungsberechtigten bis zur Vollendung des 18. Lebensjahres wird ein Bedarf zur Teilhabe am sozialen und kulturellen Leben in der Gemeinschaft („Teilhabebetrag“) in Höhe von insgesamt 15 Euro (vor dem 1. Januar 2019: 10 Euro) monatlich berücksichtigt. Durch gesonderte Berücksichtigung dieser Bedarfe soll Chancengleichheit von Kindern und Jugendlichen hergestellt werden. Ziel ist es, diese Kinder und Jugendlichen stärker als bisher in bestehende Vereins- und Gemeinschaftsstrukturen zu integrieren und den Kontakt mit Gleichaltrigen zu intensivieren. Die Leistungen werden durch personalisierte Gutscheine oder Kostenübernahmeerklärungen erbracht und umfassen:
- Mitgliedsbeiträge für Vereine in den Bereichen Sport, Spiel, Kultur und Geselligkeit,
- Musikunterricht: Unterricht in künstlerischen Fächern (zum Beispiel Musikunterricht) und vergleichbare angeleitete Aktivitäten der kulturellen Bildung, zum Beispiel Museumsbesuche,
- Teilnahme an Freizeiten.

Das Bundessozialgericht entschied, dass auch Ferienfreizeiten politischer Parteien bzw. ihrer Jugendorganisationen im Rahmen des Bildungspakets förderfähig sind. Dies gilt allerdings nur, soweit sich die Partei uneingeschränkt zur freiheitlich-demokratischen Grundordnung bekennt, was das Gericht konkret im Fall einer Jugendfreizeit der MLPD verneinte.

## Kritik
Ein Jahr nach Einführung der Leistungen für Bildung und Teilhabe führte das Institut für Sozialforschung und Gesellschaftspolitik im Auftrag des Bundesministeriums für Arbeit und Soziales eine Studie durch, die die Wirkung der Leistungen beurteilen sollte. Zwar kannte ein Großteil der Leistungsberechtigten das Leistungspaket (wobei die Zahl bei Familien mit Migrationshintergrund deutlich geringer war), aber nur knapp etwas mehr als die Hälfte hat auch tatsächlich Leistungen beantragt.
Die am meisten abgerufenen Leistungen sind die Zuschüsse zur Mittagsverpflegung und zu Klassenfahrten, die es aber größtenteils schon vorher gab. Gerade bei der Schülerbeförderung sind aber auch Kürzungen zu beobachten, weil die kommunalen Träger früher in der Regel eine Monatskarte bereitstellten, nun aber meist lediglich Einzelfahrkarten zur Schule und zurück übernehmen, sodass hilfebedürftige Schüler den ÖPNV in der Freizeit nicht mehr in Anspruch nehmen können.
Die einzigen „echten“ Neuheiten, die Lernförderung und die Teilhabe am sozialen und kulturellen Leben, werden hingegen nur sehr selten in Anspruch genommen, was vor allem an restriktiven Anspruchsvoraussetzungen liegt. Da dies in der Regel vom Klassenlehrer beschieden werden muss, entscheidet faktisch dieser über die Leistungsgewährung und nicht das Jobcenter. (Die Lernförderung konnte außerdem bis zur Änderung zum 1. Januar 2019 nur in Anspruch genommen werden, wenn die Versetzung ernsthaft gefährdet war. Außerdem war eine Förderung ausgeschlossen, um in die Realschule oder das Gymnasium anstatt in die Hauptschule versetzt zu werden, obwohl genau das die späteren Zukunftschancen am Arbeitsmarkt massiv verbessern würde.)
Bei der Teilhabe am sozialen und kulturellen Leben stellt sich das Problem, dass der „Teilhabebetrag“ für viele Trägervereine gar nicht ausreicht, um die Leistung erbringen zu können. Außerdem wurden Fahrtkosten zum Verein grundsätzlich nicht berücksichtigt, was vor allem hilfebedürftige Kinder auf dem Land daran hinderte, die Leistung in Anspruch zu nehmen. Hier hat das Bundesverfassungsgericht jedoch entschieden, dass im Rahmen einer verfassungsmäßigen Auslegung des SGB II die Fahrtkosten im Rahmen des 2013 eingeführten § 28 Abs. 7 Satz 2 SGB II separat übernommen werden müssen. Außerdem wurden im Rahmen der Einführung der Leistungen für Bildung und Teilhabe die Ausgaben für außerschulische Aktivitäten bei Jugendlichen aus dem Regelsatz gestrichen, sodass diese, die während der Pubertät vor allem Angebote wie Kinos und Diskobesuche und eher in geringerem Maße Vereinsaktivitäten in Anspruch nehmen, sogar noch benachteiligt werden.
Ein 2016 veröffentlichter Evaluationsbericht stellte fest, dass viele Leistungen nicht genützt würden, da der Antrag aufwendig und die Förderung nicht ausreiche, um beispielsweise Musikunterricht und ein Instrument zu finanzieren. Aus einer 2018 veröffentlichten Auswertung durch den Paritätischen Wohlfahrtsverband und den Deutschen Kinderschutzbund geht hervor, dass nur jedes siebte anspruchsberechtigte Kind vom Teilhabepaket profitiert.
Ein wesentliches Problem ist zudem die große Überschneidung der Leistungen für Bildung und Teilhabe mit Leistungen der Kinder- und Jugendhilfe nach dem SGB VIII. Zwar sind für beide Leistungen die Kommunen zuständig, im Falle der Leistungen für Bildung und Teilhabe ergibt sich jedoch eine Refinanzierungsmöglichkeit durch den Bund nach § 46 SGB II, während die Kommunen die Leistungen der Kinder- und Jugendhilfe selber schultern müssen. Hier besteht die Gefahr bzw. zeigen sich erste Tendenzen, dass sich die kommunalen Träger langfristig aus der Kinder- und Jugendhilfe zurückziehen.